# Lisa Ann Walter
Lisa Ann Walter est une actrice et productrice américaine, née le 3 août 1963 à Silver Spring (Maryland).

## Filmographie

### comme actrice
- 1996 : Eddie : Claudine
- 1997 : Late Bloomer (TV) : Cassie Baltic
- 1998 : À nous quatre (The Parent Trap) : Chessy
- 2000 : Get Your Stuff : Principal Perry
- 2001 : Early Bird Special : Janet
- 2001 : Emeril (série télévisée) : Cassandra Gilman
- 2002 : Edition spéciale ("Breaking News") (série télévisée) : Rachel Glass
- 2003 : Farm Sluts : Sexy Feminist Executive
- 2003 : Bruce tout-puissant (Bruce Almighty) : Debbie
- 2004 : Shall we dance ? La nouvelle vie de Monsieur Clark (Shall We Dance) : Bobbie
- 2005 : La Guerre des mondes (War of the Worlds) : Bartender (Sheryl)
- 2006 : Coffee Date : Sara
- 2005 : The Trouble with Dee Dee : Dee Dee Rutherford
- 2006 : Room 6 : Sgt. Burch
- 2008 : Drillbit Taylor, garde du corps (Drillbit Taylor) de Steven Brill : Dolores
- 2010 : Kiss and Kill : Olivia Brooks
- Depuis 2021 : Abbott Elementary (TV) : Melissa

### comme productrice
- 1996 : Life's Work (série télévisée)

## Publication
- (en) The Best Thing About My Ass Is That It's Behind Me, New York, HarperCollins, 2011  (ISBN 0062025740 et 978-0062025746)